# Cinclodes maculirostris
La remolinera negra o churrete austral (Cinclodes maculirostris) es una especie (o la subespecie C. antarcticus maculirostris, dependiendo de la clasificación adoptada) de ave paseriforme de la familia Furnariidae, perteneciente al numeroso género Cinclodes. Es nativa del extremo meridional de Sudamérica en Argentina y Chile. 

## Distribución y hábitat
Es endémica del extremo sur de América del Sur, en la península Brecknock (suroeste de Tierra del Fuego), isla Navarino, archipiélago del Cabo de Horno e isla de los Estados.
Esta especie es considerada muy local en costas rocosas y playas pedregosas, especialmente en la vecindad de colonias de mamíferos y aves marinos.

## Estado de conservación
La remolinera negra ha sido considerada como casi amenazada por la Unión Internacional para la Conservación de la Naturaleza (IUCN) debido al riesgo representado por depredadores invasores, lo que llevó a esta especie a alejarse de lugares donde los invasores están presentes. De tal forma, se presume que la población, todavía no cuantificada,  esté disminuyendo, al menos a un ritmo moderado. A pesar de listada como casi amenazada, podría reunir los requisitos para ser listada como amenazada.

## Sistemática

### Descripción original
La especie C. maculirostris fue descrita por primera vez por el ornitólogo ítalo – argentino Roberto Dabbene en 1917 bajo el nombre científico de subespecie Cinclodes antarcticus maculirostris; su localidad tipo es: «isla Hermit, oeste del Cabo de Hornos».

### Etimología
El nombre genérico masculino «Cinclodes» deriva del género Cinclus, que por su vez deriva del griego «κιγκλος kinklos»: ave desconocida a orilla del agua, y «οιδης oidēs»: que recuerda, que se parece; significando «que se parece a un Cinclus»; y el nombre de la especie «maculirostris», proviene del latín «macula»: mancha, y «rostris»: pico, significando «con el pico manchado».

### Taxonomía
La subespecie C. antarcticus maculirostris es considerada como especie separada de la remolinera negruzca (Cinclodes antarcticus)  y denominada remolinera negra, por las clasificaciones Aves del Mundo (HBW) y Birdlife International (BLI),  con base en diferencias morfológicas, tales como coloración más negra, falta de rufo en las alas, base del pico amarilla, pico más corto y cola más larga. Es monotípica.